# 松尾横芝インターチェンジ
松尾横芝インターチェンジ（まつおよこしばインターチェンジ）は、千葉県山武市松尾町谷津にある、首都圏中央連絡自動車道（圏央道）と銚子連絡道路のインターチェンジ。
一般道との出入口は圏央道東金方面のみで、銚子連絡道路には出入口が設置されていない。また、料金所が一般道への出入口と銚子連絡道路方面の分岐点になっていて方向別にゲートが分かれており、圏央道側から銚子連絡道路へ通行する場合は圏央道までの通行料と銚子連絡道路の通行料が合算で徴収される。
山武市と横芝光町の市町境付近に位置しており、出口の交差点を左折すると成田国際空港に、右折すると国道126号と蓮沼海浜公園にアクセスできる。

## 歴史
- 1998年（平成10年）3月30日：千葉東金道路・東金IC - 松尾横芝IC間開通に伴い、供用開始[1]。
- 2006年（平成18年）3月25日：銚子連絡道路・松尾横芝IC - 横芝光IC間が開通[2]。
- 2013年（平成25年）4月27日：首都圏中央連絡自動車道（圏央道）・東金IC/JCT - 木更津東IC間開通に伴い、松尾横芝IC - 東金IC/JCT間を「圏央道」に路線名称を変更[3][4][5]。
- 2026年（令和8年）度：圏央道・大栄JCT - 松尾横芝IC間開通予定[6]。

## 周辺
- 蓮沼海浜公園：芝山はにわ道を国道126号を越えて終点まで行く。
- 松尾駅 （JR東日本・総武本線）

## 接続する道路
- 直接接続
  - 千葉県道62号成田松尾線 （芝山はにわ道）

## 隣
C4 首都圏中央連絡自動車道
多古IC（事業中） - (93)松尾横芝IC - 山武PA（検討中） - (94)山武成東IC
銚子連絡道路
(93)松尾横芝IC - 横芝光IC